# Kunneppu
Kunneppu (訓子府町?) è una cittadina giapponese della prefettura di Hokkaidō.